# Astrofísica nuclear
| Física nuclear • Núcleo • Nucleones (p, n) • Materia nuclear • Fuerza nuclear • Estructura nuclear • Procesos nucleares |

La astrofísica nuclear es un campo interdisciplinario en el que se combinan la astrofísica y la física nuclear. Implica una estrecha colaboración entre investigadores en varios dominios de cada una de estas disciplinas. En particular, incluye el estudio de los procesos nucleares y de sus velocidades a medida que se producen en los entornos cósmicos, y el modelizado de los objetos astrofísicos donde pueden ocurrir estas reacciones nucleares. También analiza la evolución cósmica de la composición isotópica de los elementos (a menudo llamada evolución química) en los distintos entornos astronómicos. Para ello, se sirve de observaciones de todo el espectro electromagnético procedente del espacio exterior (rayos gamma, radiación cósmica, rayos X, luz visible y ondas de radio), así como de análisis isotópicos de materiales procedentes del sistema solar (como meteoritos y sus inclusiones de polvo estelar, o depósitos de materiales en la Tierra y en la Luna). Los experimentos de física nuclear abordan la estabilidad (es decir, las semividas y las masas) de los núcleos atómicos mucho más allá del régimen de estabilidad, hasta el ámbito de los núcleos radiactivos o inestables, hasta los límites de los núcleos unidos (en el entorno de las líneas de goteo nuclear) y en condiciones de alta densidad (como en las estrellas de neutrones) y de alta temperatura (temperaturas del plasma de hasta 1×109). Las teorías y las simulaciones son partes esenciales en este caso, ya que los entornos de reacción nuclear cósmica no pueden reproducirse en un laboratorio, sino que, en el mejor de los casos, aproximarse parcialmente mediante algunos experimentos. En términos generales, la astrofísica nuclear tiene como objetivo comprender el origen de los elementos químicos y de los isótopos, y el papel de la generación de energía nuclear en las fuentes cósmicas como estrellas, supernovas, novas y las interacciones violentas de estrellas binarias.

## Historia
En la década de 1940, el geólogo Hans Suess especuló que la regularidad que se observaba en la abundancia de elementos podría estar relacionada con las propiedades estructurales del núcleo atómico. Estas consideraciones tuvieron su origen en el descubrimiento de la radiactividad por parte de Becquerel en 1896, y estaban enmarcadas en los avances en la rama de la química dedicada a lograr la síntesis de oro a partir de otros elementos. Esta notable posibilidad de transformación de la materia generó mucho entusiasmo entre los físicos durante las siguientes décadas, culminando con el descubrimiento del núcleo atómico, con hitos como los experimentos de dispersión de Ernest Rutherford en 1911, y el descubrimiento del neutrón por James Chadwick en 1932. Después de que Aston demostrara que la masa del helio es menos de cuatro veces la del protón, Eddington propuso que, mediante un proceso por entonces desconocido en el núcleo del Sol, el hidrógeno se transmuta en helio, liberando energía. Veinte años después, Bethe y von Weizsäcker dedujeron de forma independiente la existencia del ciclo CNO, la primera reacción nuclear conocida en la que se daba esta transmutación. El largo intervalo transcurrido entre la propuesta de Eddington y el conocimiento del ciclo CNO puede atribuirse principalmente a una comprensión incompleta de la estructura nuclear. Los principios básicos para explicar el origen de los elementos y la generación de energía en las estrellas aparecen en los conceptos que describen la nucleosíntesis, que surgieron en la década de 1940, gracias a los estudios liderados por Gueorgui Gámov, presentados en 1948 en una publicación de dos páginas (el artículo Alpher-Bethe-Gamow). A finales de la década de 1950, Burbidge, Burbidge, Fowler y Hoyle, y Cameron presentaron una interpretación completa de los procesos que componen la nucleosíntesis cósmica. A Fowler (ganador del Premio Nobel en 1983) se le atribuye en gran medida el mérito de haber iniciado la colaboración entre astrónomos, astrofísicos y físicos nucleares teóricos y experimentales, en un campo que pasaría a conocerse como astrofísica nuclear. Durante estas mismas décadas, Arthur Stanley Eddington y otros científicos pudieron relacionar la liberación de energía a través de tales reacciones nucleares con las ecuaciones estructurales de las estrellas.
Estos acontecimientos no estuvieron exentos de curiosas desviaciones. Muchos físicos notables del siglo XIX, como Mayer, Waterson, von Helmholtz y William Thomson, postularon que el Sol irradia energía térmica al convertir Energía potencial gravitatoria en calor. Se encontró que su vida útil calculada a partir de esta suposición utilizando el teorema del virial, alrededor de 19 millones de años, era inconsistente con la interpretación de los registros geológicos y con la (entonces nueva) teoría de evolución biológica. Alternativamente, si el Sol estuviera formado enteramente por un combustible fósil como el carbón, considerando la tasa de emisión de energía térmica, su vida útil sería de apenas cuatro o cinco mil años, lo que claramente no concordaba con los registros de la civilización humana.

## Conceptos básicos
Durante los tiempos cósmicos, las reacciones nucleares supusieron la reorganizan de los nucleones que quedaron tras el big bang (en forma de isótopos de hidrógeno y de helio, y trazas de litio, berilio y boro) en otros isótopos y elementos tal y como se encuentran en la Tierra (véase en el gráfico adjunto). El motor es una conversión de la energía de enlace nuclear en energía exotérmica, favoreciendo a los núcleos con una mayor unión de sus nucleones, que luego son más ligeros que sus componentes originales debido a la energía de enlace. El núcleo más estrechamente unido a la materia simétrica de neutrones y protones es el 56Ni. La liberación de energía de unión nuclear es lo que permite que las estrellas brillen durante miles de millones de años, y en algunos casos puede alterar las estrellas mediante violentas explosiones (como la fusión 12C+12C en el caso de las explosiones de supernovas termonucleares). A medida que la materia se procesa como tal en las estrellas y en las explosiones estelares, algunos de los productos son expulsados de la reacción nuclear y terminan convirtiéndose en gas interestelar. Posteriormente, puede formar nuevas estrellas y procesarse aún más mediante reacciones nucleares, en un ciclo de materia. Esto da como resultado la evolución de la composición del gas cósmico dentro y entre estrellas y galaxias, enriqueciéndolo con elementos más pesados. La astrofísica nuclear es la ciencia dedicada a describir y comprender los procesos nucleares y astrofísicos dentro de la evolución química cósmica y galáctica, vinculándolos con el conocimiento de la física nuclear y de la astrofísica. Las mediciones se utilizan para poner a prueba la comprensión de estos fenómenos. La comprensión y la modelización de las condiciones de los entornos astronómicos se obtienen a partir de datos de abundancia estelar e interestelar de elementos e isótopos, así como de otras mediciones de las emisiones generadas por distintos fenómenos que afectan a los objetos cósmicos. Las propiedades nucleares se pueden obtener experimentalmente en los laboratorios nucleares terrestres utilizando aceleradores de partículas. Pero se necesitan una base teórica y simulaciones realizadas con potentes ordenadores para comprender y complementar esos datos, proporcionando modelos para las velocidades de reacción nuclear en distintas condiciones cósmicas y para la estructura y dinámica de los objetos astronómicos.

## Hallazgos, estado actual y problemas
La astrofísica nuclear sigue siendo un rompecabezas complejo para la ciencia a comienzos del siglo XXI. El consenso actual sobre los orígenes de elementos e isótopos es que solo el hidrógeno y el helio (y trazas de litio, berilio y boro) pudieron formarse en el Big Bang homogéneo (véase nucleosíntesis primordial), mientras que todos los demás elementos y sus isótopos se generan en objetos cósmicos que se formaron posteriormente, como en las estrellas y sus explosiones.
La principal fuente de energía del Sol es la fusión del hidrógeno para formar helio, que se produce a una temperatura de unos 15 millones de grados. La cadena protón-protón es dominante, y se produce (a energías mucho más bajas y mucho más lentamente que la fusión catalítica del hidrógeno) a través de reacciones del ciclo CNO. La astrofísica nuclear ofrece una imagen de la fuente de energía del Sol que produce una vida útil consistente con la edad del Sistema Solar derivada de las abundancias de isótopos del plomo y del uranio obtenidas de meteoritos, una edad de aproximadamente 4.500 millones de años. La combustión de hidrógeno en el núcleo de las estrellas, como ocurre ahora en el Sol, define la secuencia principal de las estrellas, ilustrada en el diagrama de Hertzsprung-Russell que clasifica las etapas de la evolución estelar. La vida útil del hidrógeno consumido a través de cadenas pp en el Sol es de unos 9 mil millones de años, un período determinado principalmente por la producción extremadamente lenta de deuterio,
| 1 H | + | 1 H | → | 2 1D | + | e+ | + | ν e | + | 0,42 MeV |
que se rige por la interacción débil.
El trabajo que condujo al descubrimiento de la oscilación de neutrinos (lo que implica una masa distinta de cero para el neutrino ausente en el modelo estándar de la física de partículas) fue motivado por un flujo de neutrinos solares aproximadamente tres veces menor de lo esperado por las teorías, una cuestión que ha seguido desconcertando a la comunidad de astrofísicos nucleares durante mucho tiempo, conocida coloquialmente como el problema de los neutrinos solares.
Los conceptos de astrofísica nuclear se apoyan en la observación del elemento tecnecio (el elemento químico más ligero sin isótopos estables) en las estrellas, mediante emisores lineales de rayos gamma galácticos (como el 26Al, el 60Fe y el 44Ti), mediante desintegración radiactiva gamma -líneas de rayos de la cadena de desintegración del 56Ni observadas procedentes de dos supernovas (SN1987A y SN2014J) coincidentes con la luz óptica de las mencionadas supernovas, y mediante la observación de neutrinos del Sol y de la supernova 1987a. Estas observaciones tienen implicaciones de largo alcance. El 26Al tiene una vida útil de un millón de años, lo cual es un período muy corto a escala de tiempo galáctico, lo que demuestra que la nucleosíntesis es un proceso continuo dentro de la Vía Láctea en la época actual.

Abundancias de los elementos químicos en el Sistema Solar. El hidrógeno y el helio son los más comunes. Los tres elementos siguientes (Li, Be, B) son elementos raros, y los de masa intermedia, como C, O, ..Si, Ca, son más abundantes. Más allá del Fe, hay una caída notable, siendo los elementos más pesados entre 3 y 5 órdenes de magnitud menos abundantes. Las dos tendencias generales en los elementos restantes producidos por las estrellas son: (1) una alternancia de abundancia de elementos según tengan números atómicos pares o impares, y (2) una disminución general de la abundancia, a medida que los elementos se vuelven más pesados. Dentro de esta tendencia hay un pico en la abundancia de hierro y níquel, que es especialmente visible en un gráfico logarítmico que abarca potencias de diez, entre logA=2 (A=100) y logA=6 (A=1.000.000)

Las descripciones actuales de la evolución cósmica de las abundancias de elementos concuerdan en términos generales con las observadas en el Sistema Solar y la galaxia, cuya distribución abarca doce órdenes de magnitud (un billón).
El papel de objetos cósmicos específicos en la producción de estas abundancias elementales está claro para algunos elementos y es muy debatido para otros. Por ejemplo, se cree que el hierro se origina principalmente en explosiones de supernovas termonucleares (también llamadas supernovas de tipo Ia), y se cree que el carbono y el oxígeno se originan principalmente en estrellas masivas y sus explosiones. Se cree que Li, Be y B se originan a partir de reacciones de espalación mediante rayos cósmicos que inciden sobre núcleos como el carbono y otros núcleos más pesados y los dividen. No está claro en qué fuentes se producen núcleos mucho más pesados que el hierro. En el caso de las reacciones de captura de neutrones lentas y rápidas, se analizan diferentes escenarios, como entornos de estrellas de masas más bajas o más altas, o explosiones de supernovas frente a colisiones de estrellas compactas. El transporte de productos de reacciones nucleares desde sus fuentes a través del medio interestelar e intergaláctico tampoco está claro y existe, por ejemplo, un problema de metales faltantes, dado que se predice una mayor producción de elementos pesados que la observada en las estrellas. Además, muchos núcleos que intervienen en reacciones nucleares cósmicas son inestables y solo se predice que existirán temporalmente en entornos cósmicos. No se puede medir fácilmente las propiedades de tales núcleos y las incertidumbres sobre sus energías de enlace son sustanciales. De manera similar, la estructura estelar y su dinámica no se describen satisfactoriamente en los modelos y son difíciles de observar excepto a través de astrosismología. Además, los modelos de explosión de supernovas carecen de una descripción coherente basada en procesos físicos e incluyen elementos heurísticos.

## Trabajos futuros
Aunque los fundamentos de la astrofísica nuclear parecen claros y plausibles, aún quedan muchos enigmas. Un ejemplo de la física de reacciones nucleares es la fusión del helio (más específicamente, las reacciones 12C (α,γ) 16O). Otras cuestiones abiertas son determinar el entorno astrofísico de proceso R, las abundancias anómalas de litio en la población estelar y el mecanismo de explosión en el colapso del núcleo de supernovas y los progenitores de supernovas termonucleares.